# Asadollah Azimi
Pour les articles homonymes, voir Azimi.
Asadollah Azimi (né le 25 septembre 1959 à Mianeh, Azerbaïdjan oriental) est un athlète d'Iran participant principalement dans la catégorie F53 dans les épreuves de lancer.